# Kloster Günterstal
Das Kloster Günterstal war eine Zisterzienserinnenabtei im heutigen Freiburger Stadtteil Günterstal, die von 1221 bis 1806 existierte.

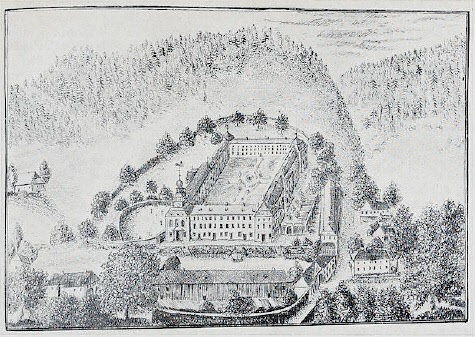
Kloster Günterstal

## Geschichte
Die erste nachgewiesene urkundliche Erwähnung erfolgte am 15. September 1224, dem Tag, an dem der Konstanzer Bischof Konrad II. von Tegerfelden einen Altar in der noch nicht fertiggestellten Klosterkapelle weihte. In späteren Darstellungen des Klosters selbst wurde jedoch das Jahr 1221 als Gründungsjahr genannt. Ein Adliger von der Burg Kybfelsen soll das Kloster für seine beiden Töchter Adelheid und Berta gestiftet haben. Den beiden schlossen sich weitere Damen an, die in der klösterlichen Gemeinschaft leben wollten. Alsbald kam diese Gemeinschaft in Kontakt mit dem Tennenbacher Männerkloster der Zisterzienser.
Es wird angenommen, dass die Aufnahme in den Zisterzienserorden bald nach 1224 erfolgte. Der Abt von Tennenbach war bis zur Säkularisation jeweils der Vater-Abt (auch Weisungsabt oder lateinisch pater immediatus) des Klosters Günterstal. Als solcher führte er die Aufsicht über das Kloster, nahm Visitationen vor und war für die Durchführung der Wahl der Äbtissin und deren Amtseinführung zuständig. 1233 bestätigte Papst Gregor IX. dem Kloster seine Besitzungen. 1238 übersiedelte das Kloster nach Oberried, wo die Nonnen aber nur sechs Jahre blieben, um dann wieder nach Günterstal zurückzukehren. 1246 bestätigte auch Papst Innozenz IV. dem Kloster die inzwischen durch Schenkungen vermehrten Güter und Rechte. Zu den wichtigsten Erwerbungen gehörte der Günterstaler Dinghof des Klosters Sankt Peter, den man gegen einen Hof in Scherzingen eingetauscht hatte.
Aus einem Besitzverzeichnis von 1344 wird ersichtlich, dass das Kloster in dieser Zeit über Besitzungen in 90 Ortschaften verfügte, darunter das heutige städtische Tiergehege Mundenhof. Die Gemeinde Günterstal umfasst in dieser Zeit neben weiterem Besitz etwa 25 Häuser. Adelige Familien der Region wie z. B. die Küchlin, die Geben und die Schnewlin machen dem Kloster Schenkungen. Ihre ins Kloster eintretenden unverheirateten Töchter müssen, anders als in einem sogenannten Damenstift, allen Besitz dem Kloster übertragen und stellen die Äbtissinnen, die auch in den vorderösterreichischen Landständen Sitz und Stimme hatten.
Die Vögte wählte das Kloster aus dem lokalen Adel, der auch zu den Wohltätern des Klosters zählte (z. B. die Schnewlin, Falkenstein, Blumegg).
Die Bewohner des Günterstaler Klosters waren einerseits die tonangebenden adeligen Konventsfrauen und andererseits Laienschwestern und Bedienstete. Der Kaplan und Beichtvater wurden vom Kloster Tennenbach gestellt. Das Kloster beteiligte sich auch an der Erschließung von Landwirtschaftsflächen durch Rodung. Bereits 1278 wurde ein größerer Klosterbau nötig. 1279 trat die erste Äbtissin, Adelheid († 1281), von ihrem Amt zurück.
1486 wird das Kloster durch eine Überschwemmung in Mitleidenschaft gezogen. Mehrfach wird das Kloster in Kriegszeiten geplündert.
Während des Bauernkriegs im Mai 1525 flüchtete die Äbtissin Agnes von Tußlingen nach Freiburg, wo sie verstarb. Das Kloster wurde von den Bauern geplündert und stellte nachher eine Schadensersatzforderung von 2118 Gulden.
1632 entgingen die Klosterfrauen mit knapper Not den Schweden, indem sie in das Kloster Rheinau flohen.
1674 entließ das Kloster unter Äbtissin Agnes von Greuth seine Untertanen aus der Leibeigenschaft. Nach der Verbesserung der wirtschaftlichen Situation fiel 1727 unter Äbtissin Maria Rosa von Neveu die Entscheidung, das alte Klostergebäude durch einen Neubau zu ersetzen. Im Zeitraum von 1728 bis 1738 entstand unter der aus dem Schwarzwald stammenden, ebenso frommen wie tatkräftigen Äbtissin Maria Franziska Cajetana von Zurthannen nach den Plänen von Peter Thumb eine vollständig neue, barocke Klosteranlage, zu der auch eine neue Klosterkirche gehörte.

### Die Säkularisation
Das Kloster überstand die josephinischen Reformen.
Nachdem das Kurfürstentum Baden am 30. Januar 1806 sämtliche breisgauischen Stifte und Klöster für aufgehoben erklärt hatte, nahm es am 3. Februar das Kloster Günterstal formell in Besitz. Die Äbtissin und ihre Mitschwestern erhielten vom Staat Pensionen und verließen vor dem 25. Oktober das Klostergebäude. Die letzte Nonne des Konvents verstarb 1843.

## Die Äbtissinnen
Letzte Äbtissin war 1770 bis 1806 von Maria Francisca von Thurn und Valsassina.
| Name                                     | Lebensdaten | Regierungszeit | Anmerkungen |
| ---------------------------------------- | ----------- | -------------- | --- |
| Adelheid (von Horben?)                   | ? – 1281    | 1224–1279      | |
| Adelheidis                               |             | 1285           | |
| Heintrudis von Müllheim                  |             | 1287–1291      | 1293 wird ein Altar geweiht |
| Gutun                                    |             | 1292 –?        | |
| Anna Lapp                                |             | 1297 –?        | entstammt einem Freiburger Adelsgeschlecht                                                                                                |
| Adelheid von Munzingen                   |             | 1305 –?        | |
| Anna Lapp                                |             | 1311–1324      | zweite Amtszeit |
| Agnes Tegenhard                          |             | 1325 –?        | |
| Elisabeth von Schlettstadt               |             | 1329/1330      | |
| Katharina Schwab                         |             | 1333           | |
| Mechthild Opfinger                       |             | 1334–1348      | |
| Katharina Morser                         |             | 1357–1359      | |
| Mechthild Opfinger                       |             | 1360–1366      | zweite Amtszeit |
| Katharina Morser                         | † 1373      | 1366–1373      | zweite Amtszeit |
| Elisabeth                                |             | 1376–1388      | bewirkt, dass der Abt von Tennenbach seine Funktion als Vaterabt aufgibt.                                                                 |
| Anna Meiger                              | † 1418      | 1401–1412      | |
| Klara von Hornberg                       | † 1418      | 1401–1412      | |
| Margarethe Brenner                       |             | 1431–1464      | über das Kloster wird der Kirchenbann verhängt und 1435 wieder aufgehoben                                                                 |
| Verena Tegelin von Wangen                | † 1490      | 1457–1480      | |
| Mechthild von Falkenstein                | † 1482      | 1480–1482      | |
| Agnes von Tußlingen                      |             | 1482–1504      | 1482 hat das Kloster 29 Konventsfrauen und 3 Laienschwestern                                                                              |
| Veronica von Müllheim                    | † 1508      | 1504–1508      | |
| Agnes von Tußlingen                      | † 1525      | 1508–1525      | zweite Amtszeit; flüchtet im Bauernkrieg nach Freiburg, wo sie stirbt und begraben wird                                                   |
| Kunigund Roeder von Diersburg            | † 1530      | 1525–1530      | |
| Maria Schnewlin von Bollschweil          |             | 1530–1534      | |
| Verena Tegelin von Wangen II             | † 1551      | 1534–1540      | tritt nach Streit mit dem Konvent zurück                                                                                                  |
| Maria von Roggenbach                     | †           | 1540 -         | |
| Lücke                                    |             | 1540–1669      | |
| Maria Agnes von Greuth                   | ? – 1694    | 1669–1694      | der Konvent hat 14 Schwestern, 2 Novizinnen und 5 Laienschwestern                                                                         |
| Maria Francisca von Grammont             | 1668–1716   | 1696–1716      | |
| Maria Rosa von Neveu                     | ? – 1728    | 1716–1728      | begann 1728 den Bau einer neuen Kirche mit dem Baumeister Peter Thumb                                                                     |
| Maria Francisca Cajetana von Zurthannen  | 1695–1770   | 1728–1770      | ließ das barocke Klostergebäude erbauen                                                                                                   |
| Maria Francisca von Thurn und Valsassina | 1740–1808   | 1770–1806      | das Kloster hatte 1780 19 Schwestern (Chorfrauen) und 10 Laienschwestern; 1806 nebst der Äbtissin noch 6 Schwestern und 5 Laienschwestern |

## Das Kloster nach der Säkularisation

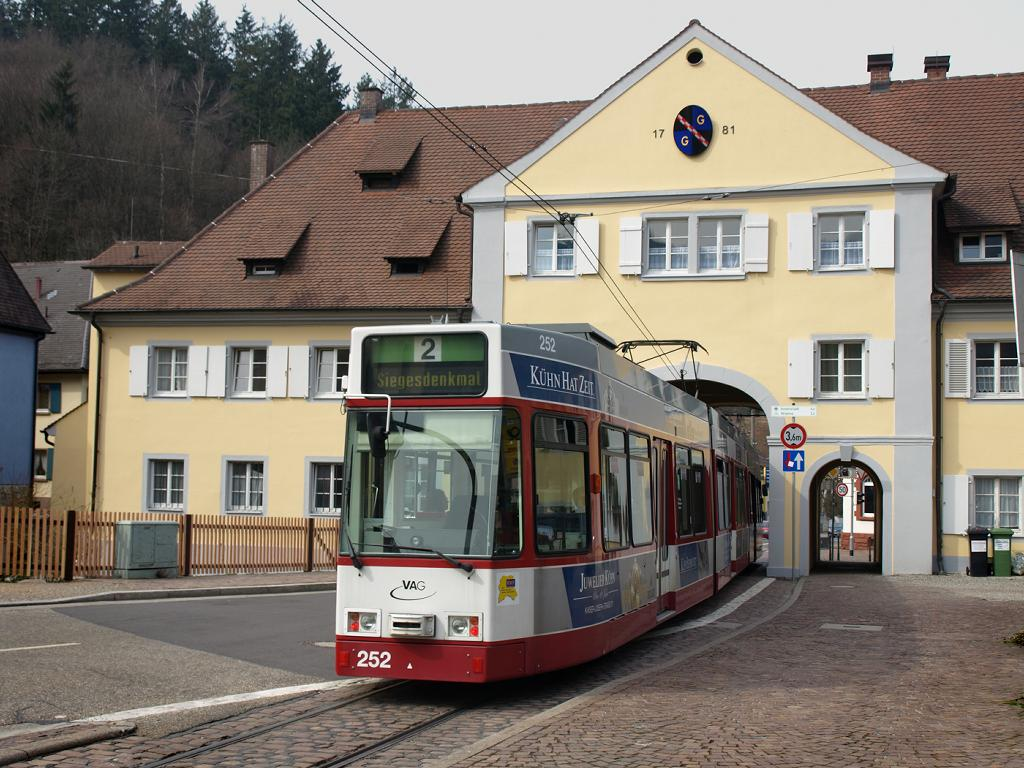
Straßenbahn durchfährt das Torhaus

Die am 1. Juni 1812 gegründete Firma Friedrich Mez & Comp. kaufte am 5. September 1812 das Klostergebäude mit Nebengebäuden und Grundstücken für 8.000 Gulden. Sie errichtete eine Baumwollspinnerei die allerdings schon 1817 mit Verlust versteigert werden musste. Die neuen Eigentümer, Benedikt und Marquard von Hermann, beschäftigten in der Spinnerei dann hauptsächlich Kinder im Alter von 12 bis 14 Jahren. In der Nacht vom 3. auf den 4. April 1829 brannte die Spinnerei weitgehend ab, wobei es Gerüchte über eine Brandstiftung – allenfalls auch durch die Eigentümer selbst – gab. Es wurde auch eine Belohnung für Hinweise ausgesetzt.
Der südliche und westliche Flügel des ehemaligen Klostergebäudes waren völlig zerstört, die beiden anderen bis auf den ersten Stock abgebrannt. Diese beiden Flügel wurden wieder aufgebaut. Statt der Spinnerei wurde dort nun jedoch eine Brauerei eingerichtet. In einem Nebengebäude wurde eine Weberei betrieben. Nach dem Tod des Inhabers 1840, verkaufte seine Witwe 1845 die Brauerei an Gustav Schelte. Die Weberei wurde von der Familie von Hermann weitergeführt. 1859 wurden weitere Gesellschafter aufgenommen, die den Betrieb nun unter der Firma Mechanische Baumwoll-Weberei Güntersthal führten, bis sie 1864 von einem schweizerischen Gesellschafter, Gottlieb Siebenmann, ganz übernommen wurde. Die städtische Waisenhausstiftung Freiburg hatte bereits 1892 von Mathäus Jungmaier die Brauerei erworben und hatte dort ein Waisenhaus eingerichtet. 1896 kaufte die Stiftung von Siebenmann auch das alte Klostergebäude. Heute befinden sich in den beiden wieder aufgebauten Flügeln des ehemaligen Klosters das Internat des Deutsch-Französischen Gymnasiums Freiburg, ein Kindergarten und andere soziale Einrichtungen.

## Die Liebfrauenkirche

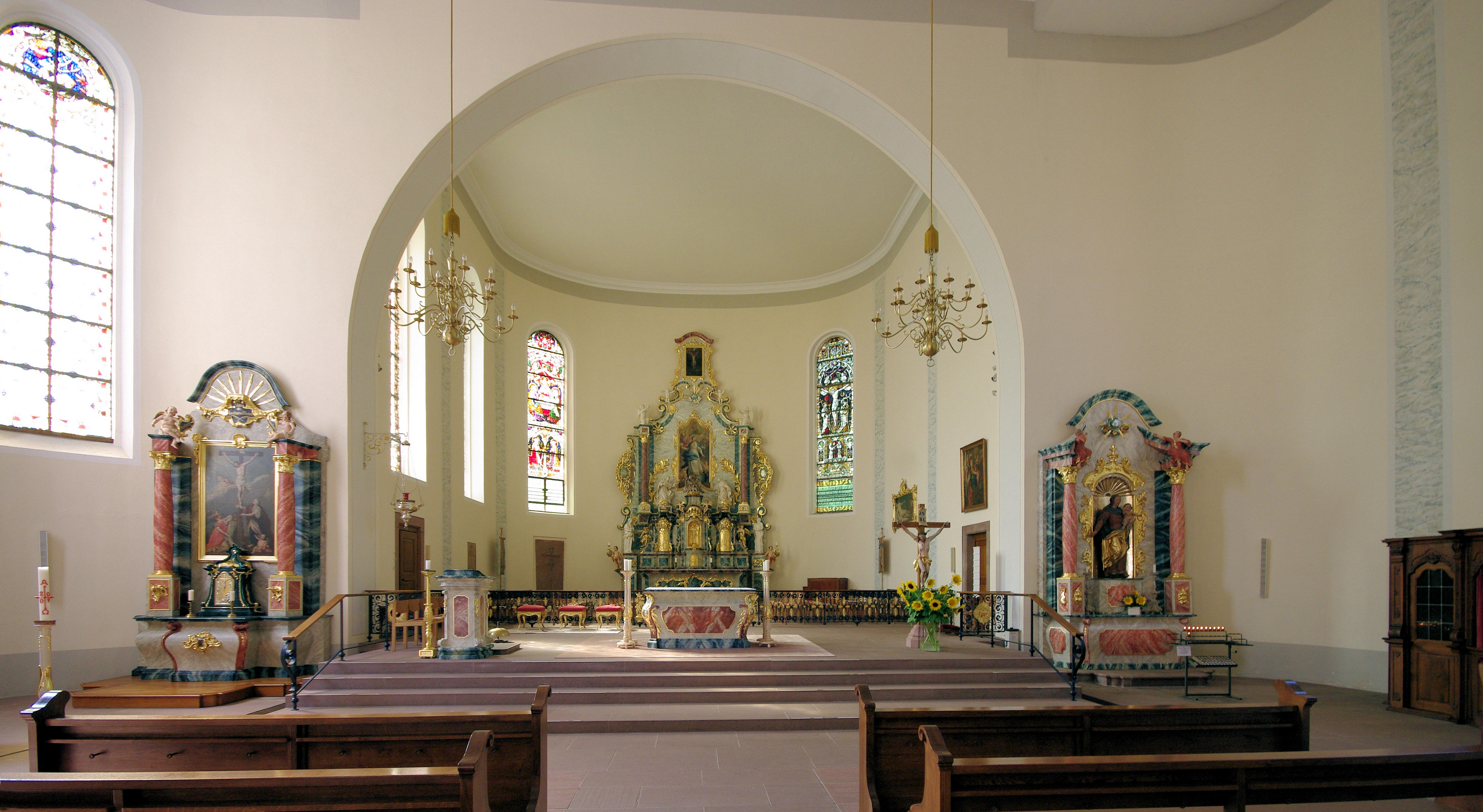
Liebfrauenkirche Günterstal, Innenansicht

Die bei dem Brand von 1829 ebenfalls zerstörte Klosterkirche (heute Liebfrauenkirche) wurde durch den badischen Staat 1833/34 nach den Plänen von Gottlieb Lumpp in bescheidener Form ebenfalls wieder aufgebaut, wobei man Teile der alten Fassade wieder verwendete. Die Originalausstattung war verloren; drei Altäre aus dem abgebrochenen Kloster Tennenbach wurden nach Günterstal gebracht. Von ihnen sind heute noch die Altarmensa und der Tabernakelaufbau des jetzigen Hochaltars geblieben.
Im Augustinermuseum in Freiburg befindet sich eine Votivtafel (1506) aus Günterstal (Inv. Nr. M 39/003).
Nach Renovierungen 1898 und 1971 wurde die Kirche zuletzt in den Jahren 1998 bis 2002 renoviert, wobei man sich bemühte, möglichst den ursprünglichen Innenausbau wieder herzustellen.
Das Gotteshaus wird von der katholischen Seelsorgeeinheit Freiburg-Wiehre-Günterstal genutzt.
Orgel
Auf der Empore im Eingangsbereich befindet sich die Orgel, die 1973 von der Orgelwerkstatt Fischer & Krämer aus Endingen eingebaut wurde und ein älteres Instrument von 1871 ersetzte, das nach Restaurierung in St. Hilarius in Bollschweil eingebaut wurde. Die Günterstaler Orgel verfügt über 38 Register auf drei Manualen und Pedal und wurde 2009 von der Erbauerfirma renoviert. Zusätzlich wurde 1995 ein einmanualiges Orgelpositiv mit fünf Registern des englischen Orgelbauers Peter Collins für den Altarbereich angeschafft.
Glocken
Im hölzernen auf dem First des Kirchenschiffs aufsitzenden Turm befinden sich drei Kirchenglocken, von denen die beiden größeren 1952 von Friedrich Wilhelm Schilling aus Heidelberg gegossen wurden und damit eine vorhandene Glocke der Glockengießerei Grüninger aus dem Jahr 1920 ergänzten.
- Glocke 1 hat bei einem Durchmesser von 830 mm ein Gewicht von 380 kg und klingt mit dem Schlagton a′+6.
- Glocke 2 hat bei einem Durchmesser von 700 mm ein Gewicht von 230 kg und klingt mit dem Ton c″+6.
- Glocke 3 hat bei einem Durchmesser von 570 mm ein Gewicht von 120 kg und klingt mit dem Ton e″+6.